# Бабаев, Абдулла Муртуз оглы
Бабаев Абдулла Муртуз оглы (1 апреля 1924, Тумбул, Нахичеванская АССР — 10 марта 2015) — Азербайджанский певец, Народный артист Азербайджанской Республики (1998).

## Жизнь и деятельность
Абдулла Муртуз оглы Бабаев родился 1 апреля 1924 года в селе Тумбул Бабекского района. Окончив среднюю школу в 1941 году, до 1959 года работал на различных должностях на Нахичеванском железнодорожном участке. Работал в 1959—2011 годах солистом Нахичеванского государственного ансамбля песни и танца, постоянно обогащал свой репертуар и завоевал большую симпатию зрителей как искусный исполнитель азербайджанских мугамов, народных и композиторских песен. Его песни «Нахичевань», «Он Нахичевань», «Тяки сян сяля мяни» популярны и сегодня. Абдулла Бабаев гастролировал по России, Казахстану, Узбекистану, Таджикистану, Грузии и Турции и оказал важные услуги в направлении пропаганды и сохранения азербайджанской музыки. Абдулла Бабаев, творчество которого высоко оценено, удостоен почетного звания Заслуженного артиста Нахчыванской Автономной Республики в 1970 году, Народного артиста Азербайджанской Республики в 1998 году, награжден Орденом Славы в 1996 году. Абдулла Бабаев удостоился президентской пенсии в 2002 году. Абдулла Бабаев скончался 10 марта 2015 года.